# Пјан ди Марте (Перуђа)
Пјан ди Марте је насеље у Италији у округу Перуђа, региону Умбрија.
Према процени из 2011. у насељу је живело 14 становника. Насеље се налази на надморској висини од 333 м.